# Sankt Peter in der Au
Sankt Peter in der Au là một thị trấn ở huyện Amstetten trong bang Niederösterreich ở nước Áo. Đô thị này có diện tích 59,88 km², dân số năm 2001 là 4958 người.